# Embargament d'armes
Un embargament d'armes és un bloqueig aplicat a aquest armament. És un tipus de sanció internacional de tipus militar que és aplicada per països, organismes internacionals o diferents ens. Un embargament d'armes pot servir a un o més propòsits:
1. Com a senyal de desaprovació del comportament per un actor determinat,
2. Per mantenir una posició neutral en un conflicte en curs, o
3. Per limitar els recursos que un actor posseeix per exercir la violència sobre els altres.

## Exemples històrics

### Argentina
El president dels Estats Units, Jimmy Carter va aplicar l'embargament contra la Junta Militar de l'Argentina l'any 1976 a causa de la guerra bruta. Això va ser acompanyat pel Regne Unit després de la de la Guerra de les Malvines l'any 1982. La prohibició es va aixecar en la dècada de l'any 1990 quan Argentina va ser nomenada Aliat important fora de l'OTAN. Durant el transcurs d'aquests anys les Forces Armades de l'Argentina van traslladar la compra de subministraments d'armes a països d'Europa occidental i Israel.

### Indonèsia
El govern dels Estats Units va imposar un embargament d'armes contra Indonèsia el 1999 a causa de violacions de drets humans a Timor Oriental. L'embargament es va aixecar el 2005.

### Iran
Els Estats Units van imposar sancions econòmiques contra l'Iran després de la Revolució Iraniana de 1979. No obstant això, per assegurar l'alliberament dels ostatges estatunidencs, diversos funcionaris de l' Administració Reagan van facilitar secretament la venda d'armes a l'Iran en la dècada de 1980, en un escàndol anomenat afer Iran-Contra. El 1995, els Estats Units van ampliar les sancions per incloure les empreses que tractaven amb el govern iranià.
El març de 2007 la Resolució 1747 va estrènyer les sancions imposades a l'Iran en relació amb el programa nuclear iranià. Les sancions de les Nacions Unides van ser aixecades el 16 de gener de 2016.

### República Popular de la Xina
Els Estats Units i la Unió Europea van deixar d'exportar armes a la República Popular Xina després de 1989, a causa de la reacció pel Partit Comunista Xinès per les protestes als voltants de la Plaça de Tiananmen. En 2004-05, hi va haver un cert debat a la Unió Europea sobre si aixecar l'embargament.

### Sud-àfrica
L'embargament d'armes a Sud-àfrica a partir de l'any 1977 es va estendre a productes de doble ús. L'embargament va ser aixecat per la Resolució 919 l'any 1994.

### Israel
Durant l'any 2024, durant el Genocidi a Gaza, almenys Belgica, Italia, Espanya, Països Baixos, Canadà, Colombia i Japó anunciaren que tenien previst cancelar la compravenda d'armes amb Israel. En el cas d'Espanya i Canadà, l'embargament no es va acabar materialitzant, però en el cas de Colombia sí. També Països Baixos va suspendre l'enviament de parts de l'avió de combat F-35.

## Llista actual d'embargaments d'armes
Els països inclosos en la llista es troben baix embargament d'armes de les Nacions Unides o altres organismes internacionals, com la (Unió Europea, l'OSCE i altres països. En alguns casos, l'embargament d'armes es complementa amb un embargament comercial general, o sancions financeres o la prohibició de viatjar per a determinades persones. En alguns casos, l'embargament d'armes s'aplica a qualsevol entitat que resideixi o estigui establerta al país, però en uns altres és parcial, com les forces del govern reconegut o les forces internacionals pel manteniment de la pau estan exempts de l'embargament.
Aquesta llista està incompleta, podeu ajudar ampliant-la.
- Armènia i Azerbaidjan (per l'OSCE),[11] 1992-
- Myanmar (per la UE),[12] 1990-
- Corea del Nord (per l'ONU i la UE),[13] armes i béns de luxe, 2006-
- Costa d'Ivori (per la ONU i la UE),[14] 2004-
- Eritrea (per l'ONU i la UE),[15] 2010-
- Guinea (per la UE),[16] 2009-
- Hesbol·là (per l'ONU i la UE),[17] 2006-
- Iran (per l'ONU i la UE),[18] 2006-
- Iraq (per l'ONU i la UE),[19] 1990-
- Líban (per l'ONU i UE),[20] 2006–
- Líbia (pel Consell de Seguretat de les Nacions Unides), 2011
- República Centreafricana (pel Consell de Seguretat),[21] 2013–
- República Democràtica del Congo (per l'ONU, la UE),[22] 2003/1993- (ONU/EU)
- República Popular de la Xina (per l'EU/US),[23][24] 1989-
- Somàlia (per la ONU i la UE),[25] 1992/2002- (ONU/EU)
- Sudan (per la ONU i la UE),[26] 2004/1994- (per l'ONU i EU)
- Uzbekistan (per la UE),[27] 2005-
- Veneçuela (per la UE),[28] 2017-
- Iemen (per l'ONU),[29] 2015-
- Zimbàbue (per la UE),[30] 2002-

### Embargaments anteriors
- Ruanda (per l'ONU en Resolution 918 i la UE)[31] (per l'ONU: 1994-2008 i la UE)
- Iugoslàvia (per l'ONU en Resolució 713 del Consell de Seguretat de les Nacions Unides i la UE) (Per l'ONU i la UE: setembre de 1991).[32]
- Sierra Leone (per la ONU i la UE),[33] 1997-2010
- Síria (per la),[34] 2011–2013[35]
- Turquia (pels EUA) 1975–1978[36]
- Vietnam (pels EUA) 1984–1995